# Ludovic al IV-lea de Turingia
Ludovic al IV-lea (n. 28 octombrie 1200, Creuzburg – d. 11 septembrie 1227, Otranto) a fost landgraf de Turingia din 1217 până la moarte.
Ludovic a fost fiul landgrafului Herman I de Turingia, cu Sofia, fiică a ducelui Otto al III-lea cel Mare de Bavaria. La moartea tatălui său din 1217, Ludovic a urcat pe tronul Turingiei la vârsta de 16 ani. Cu ocazia sărbătorii Sfântului Kilian în 1218, el a fost ridicat la rang de cavaler în Biserica Sf. Gheorghe din Eisenach. În Castelul Wartburg în 1220 Ludovic s-a căsătorit cu prințesa Elisabeta a Ungariei, în vârstă de 14 ani. El și-a stabilit curtea în Eisenach.
În 1226 Ludovic a fost convocat la Dieta de la Cremona, unde i-a promis împăratului romano-german Frederic al II-lea de Hohenstaufen că îl va însoți în Țara Sfântă. Ca urmare, el s-a îmbarcat pentru a participa la Cruciada a șasea din 1227, în parte inspirat de poveștile unchiului său, care fusese în Levant alături de împăratul romano-german. Însoțitorii săi în expediție au fost cinci conți: Ludovic de Wartburg, Gunther de Kefernberg, Meinrad de Mühlberg, Henric de Stolberg și Burkhard de Brandenberg. Ludovic a lăsat în urmă o soție însărcinată, care avea presimțirea că nu se vor revedea niciodată.
În august 1227 Ludovic a treversat munții dintre Turingia și Franconia Superioară, prin Suabia și Bavaria străbătând Alpii din Tirol. El a fost cuprins de febră după ce a ajuns la Brindisi și apoi la Otranto. El a primit maslul de la patriarhul Ierusalimului și episcopul de Santa Croce. Ludovic a murit la Otranto în septembrie 1227. La câteva zile după moartea lui Ludovic se năștea fiica sa, Gertruda. Rămășițele lui Ludovic au fost înmormântate în Reinhardsbrunn în 1228.
Elisabeta a părăsit curtea de la Wartburg după moartea lui Ludovic, a făcut aranjamentele necesare creșterii copiilor ei și în 1228 a renunțat la viața laică, retrăgându-se la mănăstirea franciscană pe lângă care a fondat spitalul din Marburg. Până la moartea ei, survenită în 1231, s-a dedicat îngrijirii săracilor și bolnavilor. Elisabeta a fost canonizată ca sfântă la numai patru ani după moartea sa. Deși Ludovic nu a fost niciodată canonizat, el a fost cunoscut de poporul german ca „Ludovic cel Sfânt” (în germană Ludwig der Heilige).

## Familie și copii
Ludovic și Elisabeta de Ungaria au avut trei copii:
- Herman (n. 1222–d. 1241/1242), succesor ca landgraf de Turingia;
- Sofia (n. 20 martie 1224–d. 29 mai 1275), devenită ducesă de Brabant prin căsătoria cu ducele Henric al II-lea de Brabant;
- Gertruda (n. 1227–d. 1297), devenită abatesă la Mănăstirea Altenberg, lângă Wetzlar.